# Jaborosa magellanica
Jaborosa magellanica är en potatisväxtart som först beskrevs av August Heinrich Rudolf Grisebach, och fick sitt nu gällande namn av P. Dusen. Jaborosa magellanica ingår i släktet Jaborosa och familjen potatisväxter. Inga underarter finns listade i Catalogue of Life.